# Der Kaiser bei unseren türkischen Verbündeten
Der Kaiser bei unseren türkischen Verbündeten oder auch Unser Kaiser bei den türkischen Verbündeten ist ein deutscher Propagandafilm des Bild- und Filmamt (Bufa) aus dem Jahr 1917. Er zeigt den Besuch des deutschen Kaisers Wilhelm II. in İstanbul und berichtet unter anderem von den Schlachtfeldern von Gallipoli und soll Stärke, Entschlossenheit und Zusammenhalt der verbündeten Nationen demonstrieren.

## Aufbau
Der Film besteht vom Aufbau her aus zwei Teilen, die jeweils wieder in 35 verschiedene Sequenzen aufgeteilt sind. Diese Sequenzen besitzen vor ihrem Eintritt meistens einen Zwischentitel mit der Einblendung eines Textes, der die Geschehnisse des nachfolgenden Szenarios andeutet und beschreibt.
Den Film gibt es in verschiedenen Ausgaben. Die Version, die das Bundesarchiv Deutschland zur Verfügung stellt hat, eine insgesamte Spieldauer von ca. 30 Minuten; es existieren jedoch auch Versionen, die 34 Minuten dauern. Für den unten stehenden Artikel wurde die 30-minütige Version des Bundesarchives Deutschland verwendet.

## Handlung
Die wichtigsten und bekanntesten Protagonisten in dem Film spielen Kaiser Wilhelm II, Sultan Mehmed V. und Enver Pascha, der damalige Kriegsminister ist ebenfalls in dem Film zu erkennen.
In der ersten Sequenz sieht man einen Zug am Bahnsteig des Sirkretschi-Bahnhofs in Konstantinopel einfahren. Eine Militärkapelle spielt zur Ankunft von Kaiser Wilhelm II. Der deutsche Kaiser wird dann durch Sultan Mehmed V. und den Kriegsminister Enver Pascha begrüßt. Im Anschluss sieht man Sultan Mehmed V und Kaiser Wilhelm II an der Ehrenfront vorbei schreiten. Sultan Mehmed stellt dem Kaiser verschiedene hohe türkische Würdenträger vor. Nachdem der Kaiser diese begrüßt hat, wird darauf folgend das Gefolge des Kaisers vorgestellt.
Der Kaiser wird ebenfalls kurz durch das Volk empfangen. Ein Mädchen aus einer höheren türkischen Mädchenschule überreicht dem Kaiser die Blumen und begrüßt ihn mit einer kleinen Ansprache. Nach der Anzeige des Begrüßungstextes sieht man kurz wie das Mädchen dem Kaiser die Blumen überreicht und er anschließend mit dem Sultan Mehmed in eine Kutsche beziehungsweise in einen Wagen steigt. Daraufhin sieht man, wie die Kutschen des Kaisers durch die Straßen an der Ehrenfront vorbeifahren. Überall sind türkische und Fahnen des deutschen Reichs zu sehen und die Straßen sind prachtvoll und festlich geschmückt. Die Straßen in Konstantinopel sind am Ankunftstage sehr gefüllt und lebhaft. Auch im Stadtinneren ist alles geschmückt und im Hintergrund sieht man die heilige Moschee Hagia Sophia. Dies soll zeigen, dass man sich über den Besuch des Kaisers freut.
Anschließend sieht man die Galatabrücke und im Hintergrund ist Pera zu sehen. Auf der Brücke sind türkische Marineeinheiten zu sehen, die marschieren. Diese sehen entschlossen und stolz aus. Auch die Brücke ist festlich und pompös geschmückt In dieser Sequenz wird anschließend eine Kameraperspektive aus einer Kutsche oder eines Wagens gezeigt. Man erkennt wie die großen Menschenmassen sich um den Weg des Kaisers versammeln. Es herrscht ein großes Getümmel. Darauf folgend wird ein Bild von Stambul gezeigt. Dies ist auch heute noch ein Stadtteil von Istanbul.
Die Wege des Kaisers werden dokumentiert. Man sieht den Kaiser und den Sultan von einem Wohnungsbesuch zurückkehren. Im Mittelpunkt des Bildes sieht man mehrere Kutschen in Begleitung von vielen Reitern. Danach besucht der Kaiser die Gräber im deutschen Botschaftspark von Therapia. Dieser Gräber sind von den deutschen gefallenen Soldaten, die zum damaligen Zeitpunkt im Krieg gefallen sind. Der Kaiser erreicht den Botschaftspark über einen Dampfer. In Begleitung begibt er sich von Bord und läuft an einer kleinen Marinen-Ehrenfront vorbei. Von dort aus geht es zu den Ruhestätten des Feldmarschalls von der Goltz-Pascha und des Freiherrn Wangenheim. Der Kaiser steigt die Treppen in Begleitung empor und passiert wieder eine kleine Marineeinheit. Von der Ruhestätte aus zeigt die Kamera noch den Blick aufs Meer. Zu den Gräbern werden vom Kaiser höchstpersönlich neue Blumen gelegt, was die Trauer und den schweren Verlust deuten sollen.
Von der Grabstätte aus geht es direkt zum Bauplatz, der dafür bestimmt ist das Haus der Freundschaft zu errichten, Divan Jolu-Straße liegt. Hier wird der Kaiser von Männern in Zivil begrüßt. Im Anschluss wird dem Kaiser demonstriert wie der Bauplan für das Vorhaben aussieht. Die nächste Sequenz zeigt die Wandelgänge des Ewkafs Museum. Der Kaiser durchschreitet in Begleitung den Wandelgang und biegt rechts ab in ein Gebäude, darauf folgend wird noch der Innenhof gezeigt. Im Ewkaf Museum angekommen trägt der Kaiser sich in das Goldene Buch ein. Auch hier ist der Kaiser wieder in militärischer Begleitung. Dann die folgt die Abfahrt vom Museum in einem Auto. Folgend sieht man, dass der Kaiser und seine Begleiter aus der Moschee kommen und wieder in ein Auto einsteigen.
Die anschließenden Filmsequenzen zeigen Aufnahmen von stark frequentierten und festlich geschmückten Straßen in Istanbul und deutsche Marineeinheiten, die über die Galatabrücke marschieren. Gemischte Menschenmassen und aufwändige Dekoration der Straßen erzeugen ein harmonisches Bild, das auf die starke Verbundenheit zwischen dem deutschen Reich und der Türkei hindeutet.
Danach gibt es einen Schnitt im Film, das Geschehen spielt nun auf dem Türkischen Kriegsschiff Yawus Sultan Selim. Der Kaiser erreicht das Schiff und wird von der jubelnden Besatzung und einer Marschkapelle empfangen. Während eines Gespräches zwischen dem deutsch Kaiser und seiner Exzellenz Essad Pascha herrscht lebendiges Treiben auf Deck. Soldaten eilen hinter den Gesprächspartner hin und her und scheinen schwer mit ihrer Arbeit beschäftigt zu sein. Zum Abschluss wird der Kaiser von Bord eskortiert, während im Hintergrund dutzende kleinere Kriegsschiffe zu sehen sind. Der Kameramann bleibt an Bord der Yawus Sultan Selim und Filmt das ablegende Boot des Kaisers, welches auf dem Weg zu einer Besichtigung des Fort Hamidi ist.
Dort angekommen, hält ein dortiger türkischer General dem Kaiser einen Vortrag über den Verlauf und die Schauplätze der ersten Kriegsjahre in den Dardanellen. Um den Vortrag dabei möglichst anschaulich zu gestalten, veranschaulicht der General seine Erzählungen durch vermehrtes deuten auf die auf der Motorhaube liegenden Landkarte und durch direkte Aufzeichnungen vor Ort.
Um generell ein Bild der umliegenden Landschaft zu zeigen, wird dieser in mehreren Filmabschnitten nun Aufmerksamkeit geschenkt. So wird ein Zeltlager in der Steppe gezeigt und türkische Wachen die an der Küste bei Ari-Bonur stehen. Im Hintergrund sieht man die von den Engländern besetzte Insel Imbros. Die Wachen stehen mit Ferngläsern und Waffen jederzeit kampfbereit vor Ort um im Notfall Widerstand zu leisten.
Anschließend wird gezeigt wie der Kaiser mit einem Auto wegfährt. Noch im Auto hält seine Exzellenz Djeuad Pascha dem Kaiser einen Vortrag über die Kämpfe bei Kilid-Bahr, dem viele Männer, die um das Auto herumstehen, gespannt folgen.
Nach dem Ende des Gesprächs spielt die Handlung wieder an Bord der Yawus Sultan Selim, neben dem Kaiser, seiner Exzellenz, Essad Pascha und Enver Pascha ist nun auch der Kommandeur des deutschen Asien-Korps Oberst von Frankenberg anwesend.
Wieder wird das Aufeinandertreffen festlich, mit Musik und Fahnen geschmückt, dargestellt. Bevor der Kaiser das Schiff endgültig verlässt verteilt er an Offiziere und Mannschaft des Schiffs Auszeichnungen.
Das Boot mit dem der Kaiser die Yawus Sultan Selim verlässt legt am Kai des Tscheraganschlosses an, von wo aus es zur Besichtigung der Haghia-Sofia geht.
Der Kaiser schreitet vor seiner Gefolgschaft voran aus der Moschee. Als er das Tor erreicht überreicht ihm eine Frau in heller Schwesterntracht einen großen Blumenstrauß. Anschließend sieht man eine Großaufnahme der Haghia-Sofia und wie der Kaiser in einem Auto fort gefahren wird.
Das Ende des Filmes besteht aus festlichen Paraden, in Anwesenheit der Janitscharen, Soldaten, Fahnenträgern und Marschkapellen.
Janitscharen stehen vor dem Merasimkiosk, dem Wohnsitz des Kaisers während seines Aufenthaltes, während der Kaiser die Treppen der Villa hinuntersteigt und aus dem rechten Bildschirmrand geht.

## Hintergrund

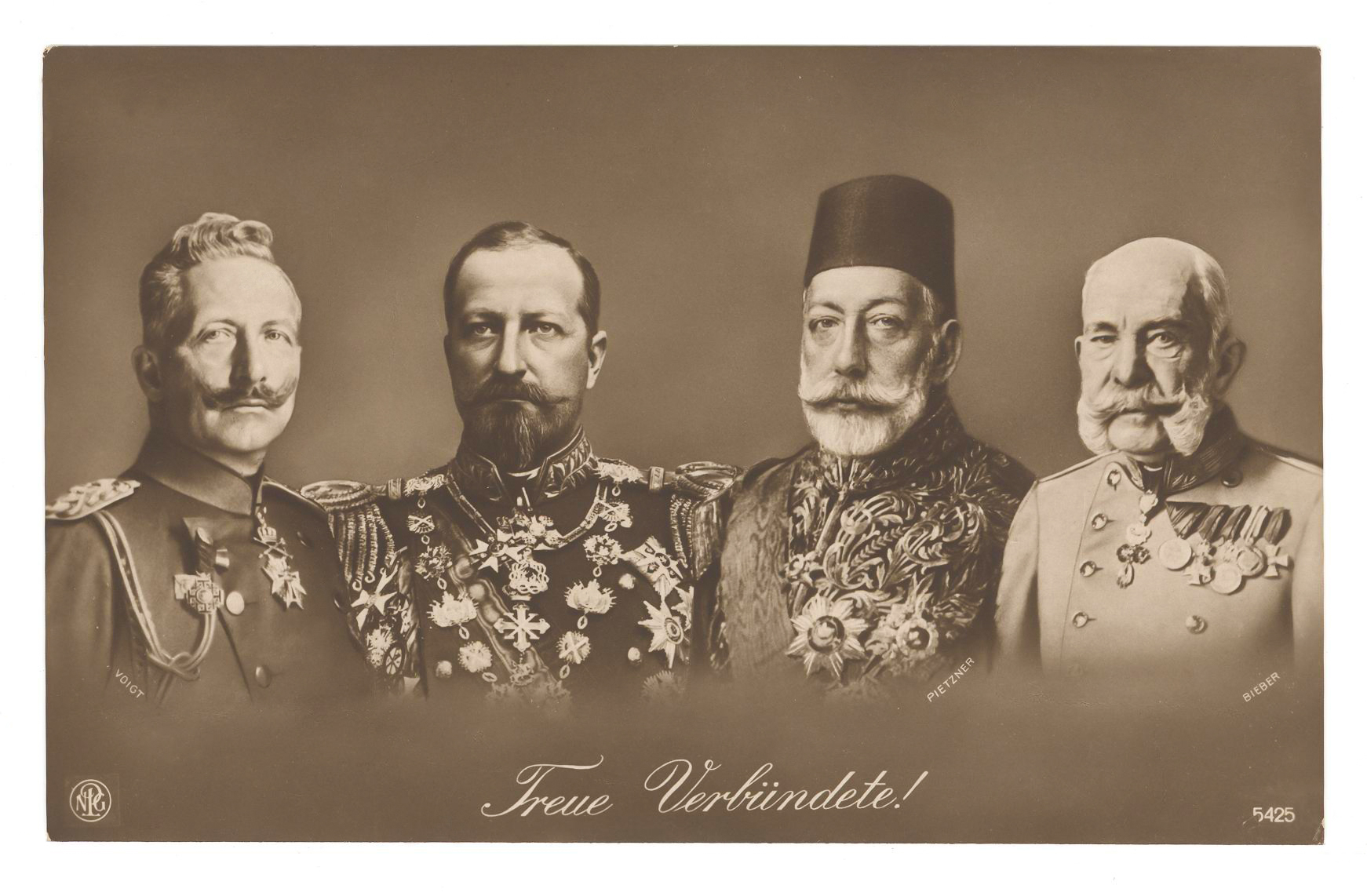
Treue Verbündete – Feldpostkarte aus dem deutschen Reich (1917)

Das Osmanische Reich befand sich vor dem Ersten Weltkrieg durch die Balkankriege von 1912 und 1913 und den Putsch der Jungtürken 1908 in einer instabilen Lage. Im Zuge der Julikrise von 1914 strebte der Kriegsminister Enver Pascha daher eine Zusammenarbeit mit dem Deutschen Reich an, die das Osmanische Reich langfristig stärken sollte. Dieses Angebot lehnte das deutsche Reich erstmals ab.
Am Ende des Julimonats jedoch schlug Kaiser Wilhelm II. eine Kooperation vor. Im Falle eines Krieges gegen Russland sollte das osmanische Reich dem deutschen Reich beistehen. Somit instrumentalisierte Kaiser Wilhelm II das osmanische Reich, da sie globalstrategisch eine gute Position besaßen. Am 2. August 1914 wurde daraufhin der Bündnisvertrag unterzeichnet, ohne dass konkrete Kriegsziele im Vertrag vereinbart waren.
Der Besuch von Kaiser Wilhelm II sollte den Zusammenhalt der Verbündeten im Ersten Weltkrieg widerspiegeln und verdeutlichen. Ebenfalls fühlte sich Kaiser Wilhelm schon als längerer Schützer der „Muslime“ und sah eine tiefe Freundschaft zum Osmanischen Reich. Das Osmanische Reich und das Deutsche Reich hatten auch vor dem Eingehen der Waffenbrüderschaft von wirtschaftlichen Beziehungen beiderseits profitiert. Die Propaganda war, auch wenn 1917 die Kriegslage hoffnungslos erschien, trotz dessen noch darauf ausgelegt, für das gegebene Bündnis zu sprechen. Der Film zeigt ein typisches Mittel der Propaganda, indem der Erste Weltkrieg trotz Verluste und Gefallener harmonisiert und verschönt wird.

## Zwischentitel und Einblendungen
Wie für Stummfilme üblich verwendet der Film Zwischentitel. Im Allgemeinen ist der Film in Teil I und Teil II aufgeteilt. Insgesamt werden 35 Zwischentitel verwendet, um den Film zu strukturieren und um dem Zuschauer Aufschluss über das Gesehene zu geben. In der Filmothek des Bundesarchives Deutschland ist der Film frei zugänglich. Das Bundesarchiv listet zwar die Zwischentitel auf, jedoch ist die Liste dort fehlerhaft und nur schwer überschaubar.
| Anzahl  | Zwischentitel/Einblendung |
| ------- | --- |
| Teil I  | |
| 1       | Vorstellung der hohen türkischen Würdenträger |
| 2       | Vorstellung des Gefolges S.M. des Kaisers |
| 3       | Ueberreichung von Blumen durch eine Schülerin einer höheren türkischen Mädchenschule mit den Worten: „Eure Majestät bitte ich ehrfurchtsvoll diese Blumen als einen Gruß der türkischen Jugend entgegennehmen zu wollen. Ihr frischer Duft möge Eurer Majestät ein Zeichen dafür sein, daß unsere jungen Herzen dem erlauchten Freunde unseres Padischahs und unseres Volkes voll Liebe und Verehrung entgegen schlagen!“ |
| 4       | Unter den brausenden Hochrufen der Menge setzt sich der Wagen von einer Abteilung der kaiserlichen Leibwache begleitet in Bewegung. |
| 5       | Straßenleben am Ankunftstage. |
| 6       | Auf der Galatabrücke im Hintergrunde Pera |
| 7       | Blick auf Stambul |
| 8       | Rückkehr S.M. des Sultans vom ersten Besuche beim Kaiser in seinem neuen Wohnsitz |
| 9       | Die erste Ausfahrt S.M. des Kaisers galt dem Besuch der Gräber im Botschaftspark von Therapia. |
| 10      | An den Ruhestätten des Feldmarschalls von der Goltz-Pascha und des Freiherrn von Wangenheim. |
| 11      | Besichtigung des Bauplatzes des zu errichtenden Hauses der Freundschaft in Divan Jolu |
| 12      | In den Wandelgängen des Ewkaf Museums. |
| 13      | S.M. der Kaiser schreibt sich in das goldene Buch des Ewkaf Museums ein |
| 14      | Nach der Besichtigung der Fatih Moschee |
| Teil II | |
| 15      | Seine Majestät überquert in dem Staatskaik den Bosporus |
| 16      | …. und fährt zur Besichtigung nach dem alten Serail. |
| 17      | Ein Kaffeepause im Medschidkiosk. |
| 18      | Der Kaiserhoch an Bord des Yawus Sultan Selim (Goeben) |
| 19      | Der erste Morgen an Bord des Schiffes |
| 20      | Seine Majestät begibt sich zur Besichtigung in das Fort Hamidi |
| 21      | Ein türkischer General hält dem Kaiser Vortrag über die großen Kämpfe, die in den ersten Kriegsjahren in den Dardanellen stattfanden. |
| 22      | Frühstück im Zeltlager von Ari-Burnu |
| 23      | Türkische Wacht an der Küste bei Ari-Burnu. Im Hintergrunde die von den Engländern besetzte Insel Imbros. |
| 24      | Exz. Djevad Pascha hält S. M. Vortrag über die Kämpfe bei Kilid-Bahn |
| 25      | Das durch engl. Feuer zerstörte Kilid-Bahr |
| 26      | S. Exz. Essad Pascha begrüßt am zweiten Morgen S.M. AN BORD. |
| 27      | Flaggenparade |
| 28      | Der türkische Kriegsminister Enver Pascha begrüßt den Kommandeur des deutschen Asien-Korps Oberst von Frankenberg. |
| 29      | S.M. der Kaiser verteilt vor dem Verlassen des Javus Sultan Selim an Offiziere und Mannschaften des Schiffes Auszeichnungen. |
| 30      | Verlassen des Schiffens |
| 31      | Ankunft am Kai des Tscheraganschloßes und Weiterfahrt zur Besichtigung einiger Moscheen |
| 32      | Verlassen der Haghia-Sofia |
| 33      | Die Janitscharen vor dem Militärsmuseum |
| 34      | Die Janitscharen spielen zum Abschied vor dem Merasimkiosk, dem Wohnsitz S.M. |
| 35      | Abfahrt S.M. des Kaisers von Merasimkiosk |